# Tunel Sierre
Tunel Sierre (francouzsky Tunnel de Sierre) je silniční tunel u města Sierre v jihošvýcarském kantonu Valais. Představuje součást dálnice A9 nacházející se mezi Sierre a Sierre-Est-Ouest. Otevřen byl v roce 1999 a obsahuje dva dopravní tubusy. Délka činí 2 460 metrů. Test v programu EuroTAP (European Tunnel Assessment Programme) jej vyhodnotil na stupeň „dobrý“.
Dva tubusy sestávají ze čtyř spojených tunelů: Alusuisse (1070 m), Contoured (620 m), Crête  Plane (180 m) a Ancien Sierre Plantzette (580 m).
V tunelu se 13. března 2012 odehrála dopravní nehoda s tragickými následky. Autobus, který vezl belgické a nizozemské děti z lyžařského výcviku ve  středisku Val d'Anniviers narazil do betonového výklenku nouzového odstavného stanoviště. Na místě zemřelo dvacet osm osob, včetně dvaceti dvou dětí a obou řidičů.